# The Bitter End (nachtclub)

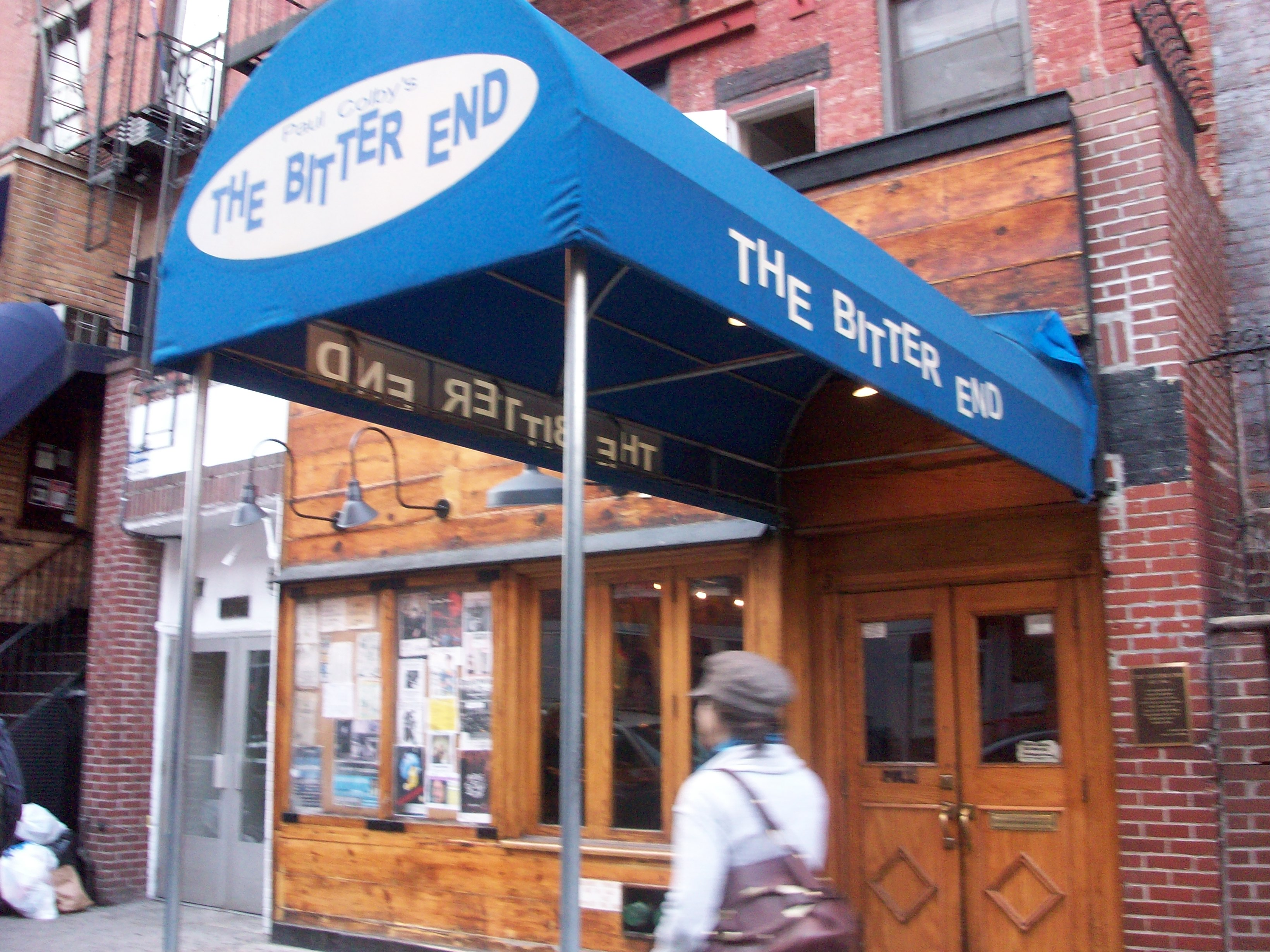
The Bitter End

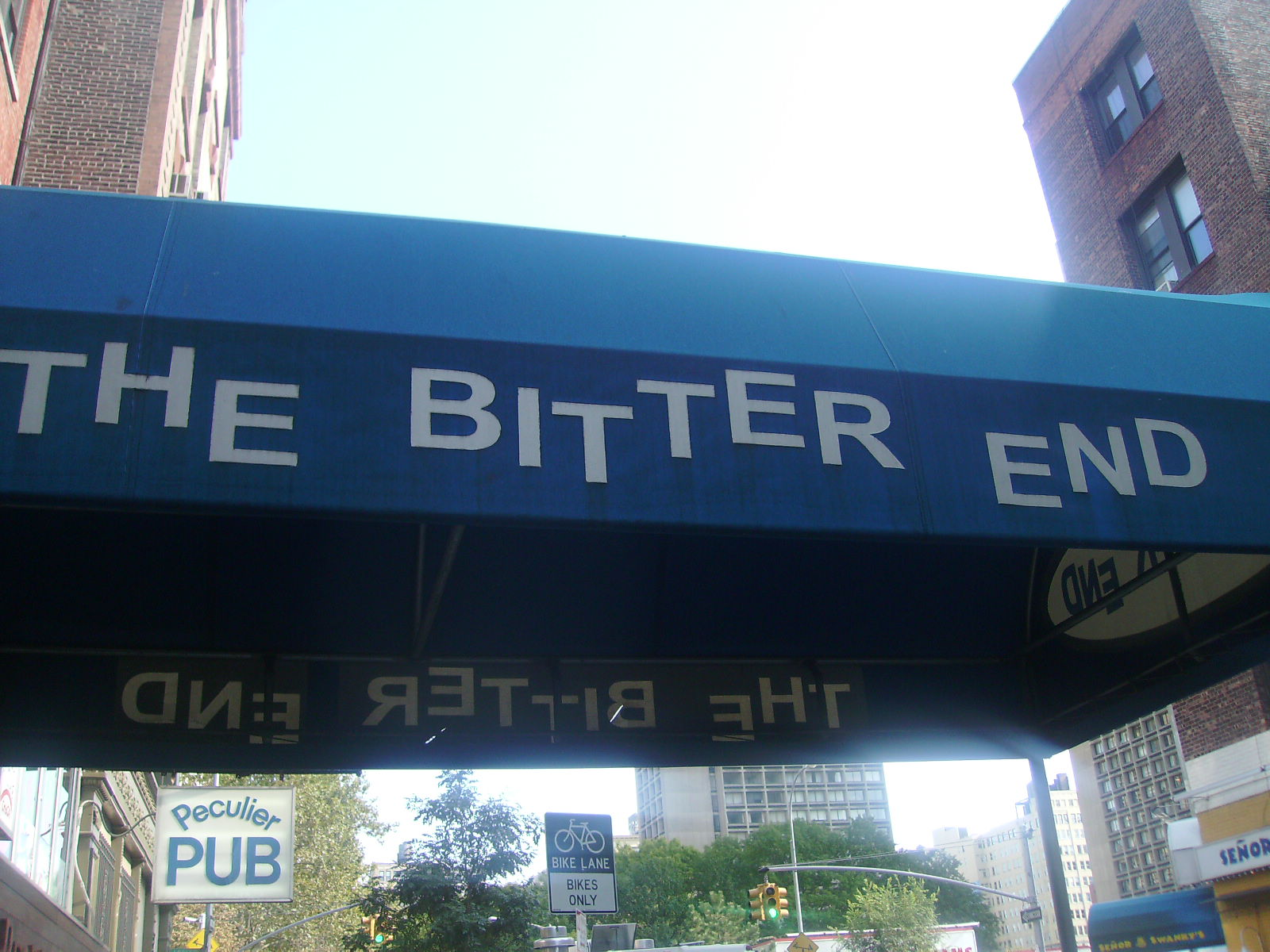
Awning

The Bitter End is een nachtclub in Greenwich Village, New York. Hij opende zijn deuren in 1961 aan de Bleecker Street 147, in Manhattan. De eigenaar was op dat moment Fred Weintraub. Tijdens de jaren zeventig veranderde de naam in The Other End, maar na een aantal jaren werd dat terugveranderd in The Bitter End, wat veel herkenbaarder was.
The Bitter End was een opstap voor vele muzikanten, en hier hebben dan ook veel artiesten opgetreden die toen of later grote internationale bekendheid kregen.

## Optredens
- Tori Amos
- Miles Davis
- Neil Diamond
- Bob Dylan
- Cass Elliott
- The Grateful Dead
- Donny Hathaway
- Billy Joel
- Janis Joplin
- Stefani Germanotta (beter bekend als Lady Gaga)
- Arlo Guthrie
- The Isley Brothers
- Tommy James and the Shondells
- Norah Jones
- Lisa Kindred
- Labelle
- Curtis Mayfield
- Ed McCurdy
- Sarah McLachlan
- Bette Midler
- Joni Mitchell
- Fred Neil
- Randy Newman
- Laura Nyro
- Phil Ochs
- Peter, Paul and Mary
- The Serendipity Singers
- Pete Seeger
- The Shells
- Mattanja da Silva
- Carly Simon
- Nina Simone
- Patti Smith
- Barbra Streisand
- The Tarriers
- Jerry Jeff Walker
- Jesse Colin Young
- Frank Zappa
- Simon & Garfunkel
- Nick & Simon (Volendam)[1]

## Livealbumopnames
Albums van onder andere Peter, Paul and Mary, Randy Newman, Curtis Mayfield, Arlo Guthrie, Pete Seeger, Tom Paxton, The Isley Brothers, en Tommy James and the Shondells, zijn opgenomen in The Bitter End.